# Astacilla spinata
Astacilla spinata là một loài chân đều trong họ Arcturidae. Loài này được Menzies & Kruczynski miêu tả khoa học năm 1983.